# Rifugio Capanna Piz Fassa
Das  Rifugio Capanna Piz Fassa (kurz Capanna Fassa, deutsch Fassahütte) ist eine private Schutzhütte am Gipfel des Piz Boè in der Sellagruppe in den Dolomiten. Sie ist eine der höchstgelegenen Hütten in den Dolomiten.

## Lage und Umgebung
Die Capanna Fassa liegt auf 3152 m s.l.m. auf dem Gipfel des Piz Boè, der höchsten Erhebung der Sellagruppe. Wenige Meter neben dem Gebäude verlaufen die Regionsgrenze zwischen Trentino-Südtirol und Venetien sowie die Provinzgrenzen zwischen Trentino, Südtirol und Belluno. Der „leichteste Dreitausender der Dolomiten“ lässt sich von mehreren Seiten aus besteigen und bietet einen prächtigen Rundumblick.

## Geschichte

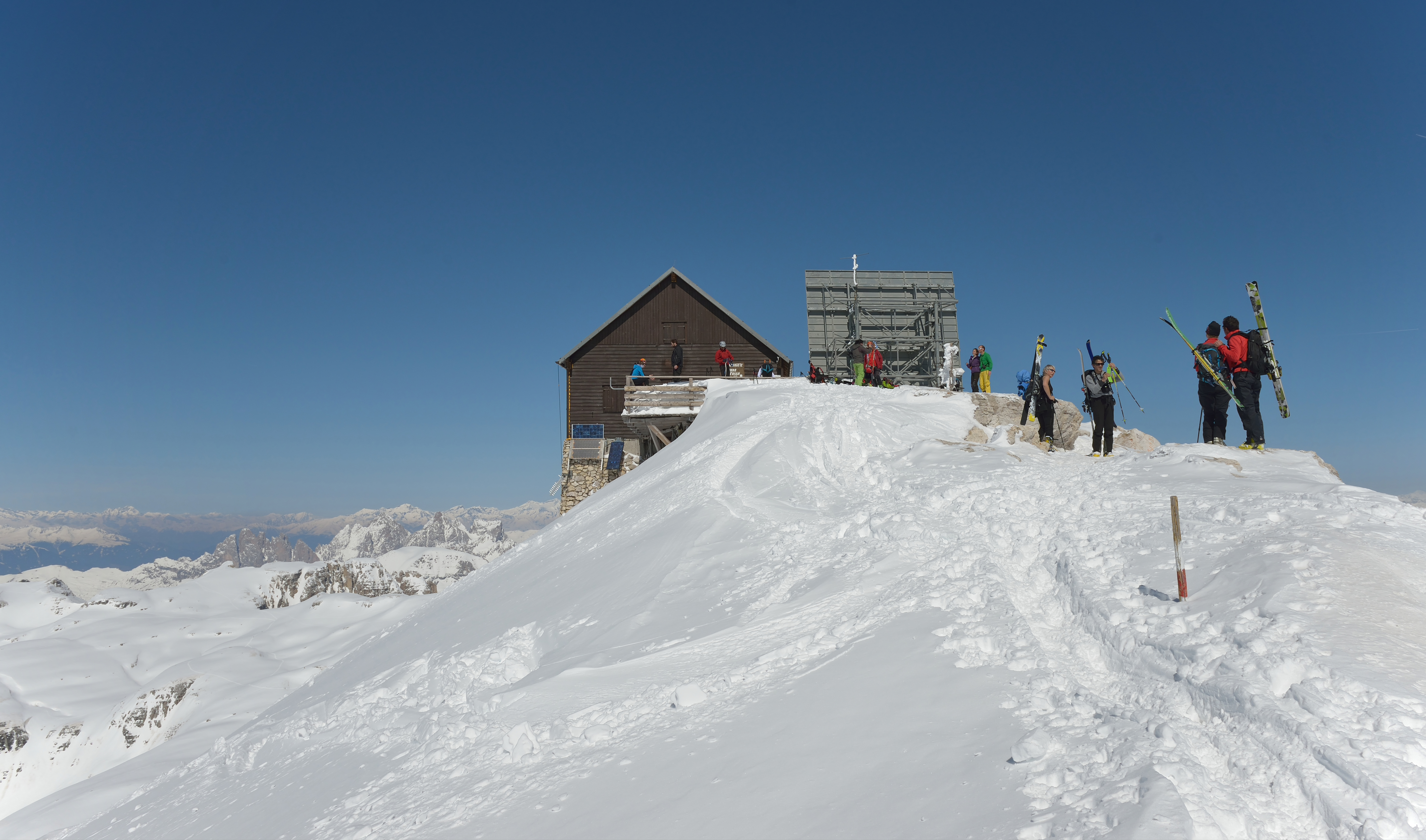
Boè-Gipfel im Winter mit Capanna Fassa und Richtantenne

Die Idee für einen Hüttenbau auf dem Piz Boè kam Francesco Dezulian, dem Sohn einer Tourismuspionierin des Fassatals, erstmals im Frühjahr 1963 mit der Eröffnung der Pendelbahn auf den Sass Pordoi. Im Sommer 1968 begannen die Bauarbeiten unter Luigi Bernard. Eine leichte Materialseilbahn hielt der Belastung nicht stand und die Bauteile mussten mühsam zu Fuß heraufgebracht werden. 1980 wurde die Hütte erweitert und erhielt ihr heutiges Aussehen. Das Rifugio wird seit Jahrzehnten vom Bergführer und Skilehrer Guido Bernard geführt und befindet sich seit Erbauung in Familienbesitz. Die jährlichen Öffnungszeiten orientieren sich ob der Höhenlage stark an Witterung und Wasserverfügbarkeit.

## Zugang zur Hütte
- von der Boèhütte: 1 Stunde
- vom Sass Pordoi (Bergstation der Pendelbahn): 1½ Stunden
- vom Pordoijoch
  - über Normalweg: 2½ Stunden
  - über die Via ferrata Cesare Piazetta (D): 4–4½ Stunden
- von der Franz-Kostner-Hütte: wahlweise über den Normalweg oder den Lichtenfelserweg (A): 2–2½ Stunden
- von der Pisciadùhütte: 3 Stunden
- vom Grödner Joch: über Pisciadùhütte und Boèhütte 4½ Stunden
- von Kolfuschg: über Mittagstal und Boèhütte 5 Stunden
- von Corvara: über Franz-Kostner-Hütte 5–5 ½ Stunden

Im Winter hat die Hütte zwar nicht geöffnet, der Gipfel wird von Skitourengehern dennoch gerne besucht.